# Nicolas Filleul de La Chesnaye
Nicolas Filleul de La Chesnaye (Rouen, 1530 - 1575) was een Frans dichter.
Hij was professor aan het college van Harcourt. In 1581 schreef hij het libretto voor het Ballet comique de la reine, dat als het eerste ballet wordt gezien.
- Biblioteca Nacional de España: XX1560037
- Bibliothèque nationale de France: cb121763579 (data)
- Gemeinsame Normdatei: 130068330
- International Standard Name Identifier: 0000 0000 8357 224X
- Library of Congress Control Number: n2004147750
- Nationale Bibliotheek van Israël: 987007458924005171
- Nederlandse Thesaurus van Auteursnamen: 111390214
- Système universitaire de documentation: 03032484X
- Virtual International Authority File: 12350279
- WorldCat: E39PBJrrBQh34hHDXjqdtqJqwC